# Xia Lichuan
Pour les articles homonymes, voir Lichuan (homonymie).
Xia Lichuan (en chinois simplifié : 夏丽川 ; chinois traditionnel : 夏麗川 ; pinyin : xià lìchuān) est une dessinatrice de presse chinoise.

## Biographie
Après avoir suivi un cursus universitaire classique, Xia s'est spécialisée dans les Arts Plastiques, tout en développant en parallèle un solide goût pour le dessin humoristique.
En 1997 elle gagne un premier prix au Japon, lors d'un festival international de cartoons. Dès ce jour, ses dessins de presse vont être publiés à travers le monde, et remporter une vingtaine de prix au cours de festivals d'illustration et de dessin d'humour. La diffusion de ses dessins, en Chine en particulier, convainc Le Quotidien du Peuple de l'engager en tant qu'éditorialiste du supplément Cartoon Daily. Elle se fixe alors à Pékin. Elle travaille alors dans la branche Humour et satire du journal
Depuis 2001, Xia Lichuan collabore au magazine Caijing (en) (财经, équivalent chinois du Financial Times), au titre de dessinatrice éditoriale designer graphiste, caricaturiste, de dessinatrice humoristique et d'illustratrice professionnelle. Elle assure également une rubrique d'art dans le mensuel photo Lens Magazine, pour lequel elle écrit des articles sur les grands peintres (Monet, Renoir, Degas, Gauguin, Cézanne, Matisse, etc.), et réalise des aquarelles originales.

## Ouverture internationale
En janvier 2008, lors des 9e Rencontres Internationales du Dessin de Presse (RIDEP de Carquefou) qui se tenaient près de Nantes, consacrée cette année là, aux Jeux olympiques d'été de 2008 de Pékin. Elle y est invitée au sein d'une délégation des meilleurs artistes chinois, elle a été choisie pour en réaliser l'affiche.
La même année, elle a été nommée membre d'un jury international, lors des 2e Rencontres Mondiales du Dessin de Presse et d'Animation (chinois : 国际文化与多媒体艺术) ou concours d'Animation de jeunesse et bandes-dessinées d'Asie (anglais : Asian Youth Animation & Comics Contest (AYACC)), juillet 2008, qui se sont déroulées à Guiyang en Chine. Puis fin novembre, sollicitée par le dessinateur Plantu pour représenter l'humour de son pays avec ses propres dessins satiriques, elle a participé à l'exposition collective de Cartooning for Peace, « Permis de croquer », présentée à la Bibliothèque historique de la ville de Paris.
En janvier 2009, elle a de nouveau été accueillie à Nantes (10e RIDEP de Carquefou) pour y tenir des conférences et exposer ses illustrations. Mais c'est en découvrant la France et la Côte d'Azur, que Xia Lichuan a décidé de se consacrer à l'Art Pictural pur. Sa première exposition individuelle a eu lieu à la chapelle Sancta Maria de Olivo de Beaulieu-sur-Mer en août de la même année.
Le 23 avril 2011, elle reçoit le 1er prix Honoré-Daumier, pour un dessin sur le port de la Burqa, à Caen, à la suite d'une rencontre internationale de 35 dessinateurs au Mémorial de Caen, des mains du maire de la ville et de Plantu, organisée par Cartooning for Peace,.
Du 16 avril au 5 mai 2019, elle participe avec Cartooning for Peace, à une exposition, au BOZAR de Bruxelles.

## Techniques
Ayant étudié en autodidacte l'histoire de l'art dès son plus jeune âge, Xia Lichuan a réalisé maintes copies aquarellées des peintures des maîtres de l'Impressionnisme. Puis, elle a appris les techniques de la peinture à l'huile, et les a conjuguées par la suite avec celles de la facture chinoise, notamment à travers les dessins raffinés et les calligraphies de la période Song. Dès lors, associant l'esthétisme et les techniques ancestrales de la Chine aux techniques de la peinture occidentale, elle a trouvé rapidement un moyen d'expression artistique propre, révélant un univers souvent teinté d'onirisme et de symbolisme.